# AutorenPreis des Heidelberger Stückemarkts
Der Autor*innenpreis des Heidelberger Stückemarkts ist der Hauptpreis des Theaterfestivals Heidelberger Stückemarkt, der jährlich für ein noch nicht uraufgeführtes deutschsprachiges Theaterstück vergeben wird. Zuvor war ein sachähnlicher Preis der Frankfurter Autorenstiftung verliehen worden.
Von Verlagen, Studiengängen und bereits früher nominierten Autoren können unaufgeführte Theatertexte eingesendet werden, von denen bis zu sieben von der Festivalleitung und den Dramaturgen des Theaters und Orchesters Heidelberg nominiert werden. Die Texte werden in szenischen Lesungen durch Mitglieder des Heidelberger Schauspielensembles vorgestellt. Eine Jury aus Theatermachern, Kritikern und Bühnenautoren vergibt diesen mit 10.000 Euro höchstdotierten Hauptpreis des Festivals. Das Preisgeld wird durch die Manfred Lautenschläger-Stiftung zur Verfügung gestellt.
2010 wurde der Preis nicht verliehen, da sich die Jury, bestehend aus der Kritikerin Christine Dössel, dem Regisseur Erik Altorfer und dem Dramatiker Nis-Momme Stockmann, von keinem der nominierten Stücke überzeugt sahen. Das Preisgeld wurde stattdessen gleichmäßig auf alle Nominierten verteilt. Die Entscheidung stieß auf scharfe Kritik.
2020 wurde das Festival aufgrund der Corona-Pandemie abgesagt.

## Preisträger
- 2024
  - Arad Dabiri: DRUCK!
  - Frankfurter Hauptschule: 2x241 Titel doppelt so gut wie Martin Kippenberger[5][6]
- 2023 Leonie Lorena Wyss: Blaupause[7]
- 2022 Ivana Sokola: Pirsch[8]
- 2021 Svenja Viola Bungarten: Maria Magda
- 2019 Teresa Dopler: Das weiße Dorf[9]
- 2018 Ulrike Syha: Drift[10]
- 2017 Maryam Zaree: Kluge Gefühle.[11]
- 2016 Maria Milisavljevic: Beben[12]
- 2015 Lukas Linder: Der Mann aus Oklahoma[13]
- 2014 Ulf Schmidt: Der Marienthaler Dachs[14]
- 2013 Henriette Dushe: lupus in fabula[15]
- 2012 Thomas Arzt: Alpenvorland[16]
- 2011 Berkun Oya: Schöne Dinge sind auf unserer Seite
- 2010 Keine Vergabe[17]
- 2009 Nis-Momme Stockmann: Der Mann der die Welt aß
- 2008 
  - Nino Haratischwili: Liv Stein
  - Philipp Löhle: Wenn ihr kein Brot habt, dann esst halt Kuchen
- 2007 Volker Schmidt: Die Mountainbiker
- 2006 Katharina Schmidt: Maxi-Singles
- 2005 Darja Stocker: Nachtblind[18]
- 2004 Ralf-Günter Krolkiewicz: Sonst is alles wie immer[19]
- 2003 Katharina Schlender: Wermut
- 2002 Daniel Goetsch: Ammen
- 2001 Bernhard Studlar: Transdanubia Dreaming[20]
- 2000: Albert Ostermaier: Letzter Aufruf
- 1999 Vera Kissel: Mondkind

## Belege
1. ↑  Preisträger-Liste laut Archiv (Seite nicht mehr abrufbar, festgestellt im Juni 2023. Suche in Webarchiven), abgerufen am 6. Mai 2019.
2. ↑  Nachtkritik.de: Kein Preis beim Heidelberger Stückemarkt – Jurybegründung
3. ↑  Nachtkritik: Scharfe Kritik der betroffenen Autoren an der Jury des Heidelberger Stückemarkt
4. ↑  Nachtkritik: Heidelberger Stückemarkt abgesagt
5. ↑  Unüberhörbare Warnsignale. In: heidelberger-stueckemarkt.nachtkritik.de. 6. Mai 2024, abgerufen am 7. Mai 2024.
6. ↑  Heidelberger Stückemarkt: Autor*innenpreis 2024 vergeben. In: nachtkritik.de. 5. Mai 2024, abgerufen am 7. Mai 2024.
7. ↑  Autor:innenpreis. 2023, abgerufen am 22. Januar 2024.
8. ↑  Pirsch - Produktionen - Theater und Orchester Heidelberg. Abgerufen am 22. Februar 2024.
9. ↑  Laudationes zur Preisverleihung beim Heidelberger Stückemarkt 2019 (PDF) (Memento vom 6. Mai 2019 im Internet Archive), theaterheidelberg.de vom 5. Mai 2019, abgerufen am 6. Mai 2019.
10. ↑  Resümee zur Verleihung der Preise im deutschsprachigen Autorenwettbewerb, nachtkritik.de vom 30. April 2018, abgerufen am 27. April 2019
11. ↑  Kluge Gefühle. Preis des Heidelberger Stückmarkts in FAZ vom 10. Mai 2017, Seite 12
12. ↑  Preisträger (Memento vom 3. März 2016 im Internet Archive), abgerufen am 21. Februar 2016.
13. ↑  Resümee der sechs Stücke im Wettbewerb um den Autorenpreis: Der Markt und seine Helden, nachtkritik.de vom 4. Mai 2015, abgerufen am 27. April 2019
14. ↑  Ulf Schmidt bekommt Autorenpreis des Heidelberger Stückemarkts, Der Standard vom 5. Mai 2014, abgerufen am 7. Juli 2014.
15. ↑  Heidelberger Autorenpreis 2013 – ein Resümee der sieben Wettbewerbs-Stücke: Viel poetische Präzision, nachtkritik.de vom 5. Mai 2013, abgerufen am 27. April 2019
16. ↑  Heidelberger Autorenwettbewerb 2012 – ein Resümee: Alte und neue Rezepte, Heimat und Zahlen, nachtkritik.de 7. Mai 2012, abgerufen am 27. April 2019
17. ↑  Nachtkritik: Kein Heidelberger Stückemarktpreis vergeben
18. ↑  Neue deutsche Dramatik: Autorenprofil Darja Stocker, Goetheinstitut, abgerufen am 28. April 2019
19. ↑  Nachruf auf Ralf-Günther Krolkiewicz: Drei Farben grau, Der Tagesspiegel vom 21. Oktober 2008, abgerufen am 27. April 2019
20. ↑  Neue deutsche Dramatik: Autorenprofil Bernhard Studlar, Goetheinstitut, abgerufen am 27. April 2019